# Johann Büsen
Johann Büsen (* 1984 in Paderborn) ist ein deutscher bildender Künstler.

## Leben
Johann Büsen studierte 2005 bis 2010 an der Hochschule für Künste Bremen, Diplom bei Peter Bialobrzeski. Seit 2003 nahm er an diversen Gruppen- und Einzelausstellungen teil.
Er lebt und arbeitet in Bremen.

## Werk

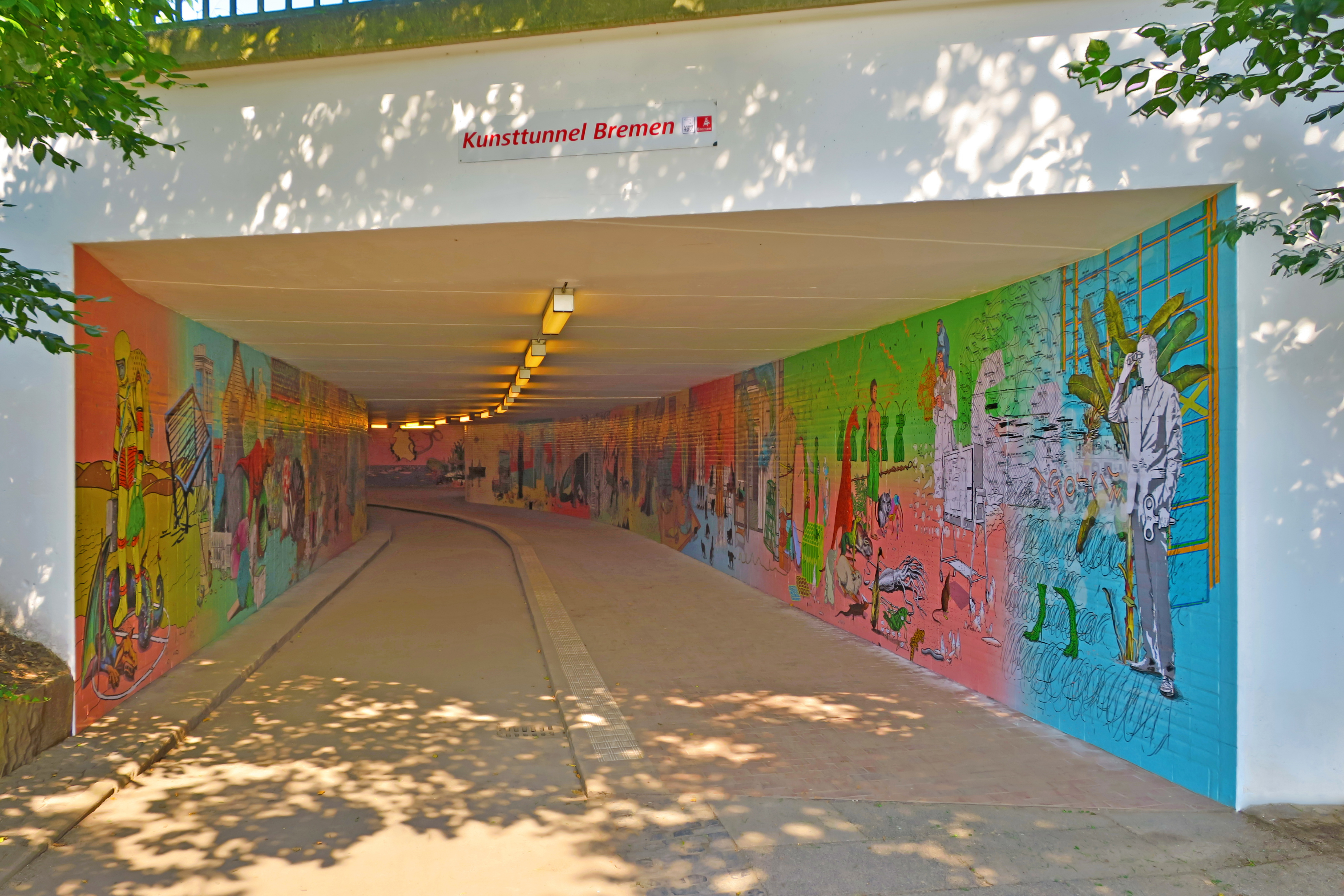
Kunsttunnel Bremen, 2,50 × 200 m

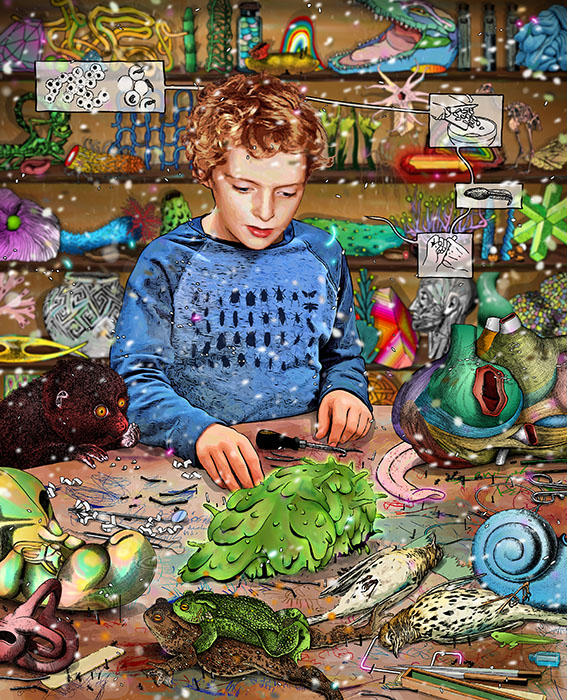
Exploration, 2016

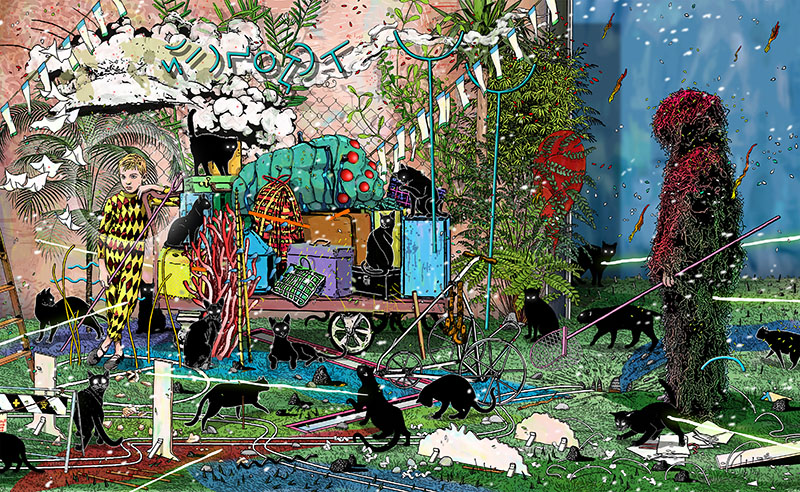
Catcher, 2016

Johann Büsen zeichnet, fotografiert und entnimmt Motive aus unterschiedlichen Medien – von konventionellen Druckerzeugnissen bis zu Abbildungen aus dem Internet. Die bearbeiteten Elemente werden zu neuen, surreale Geschichten verdichtet. Die digitale Malerei entsteht am Computer mit Hilfe von Grafiktablett und diversen Programmen.
2016 gewann er eine Ausschreibung des Bremer Senators für Kultur zur Neugestaltung des Bremer Kunsttunnels, einem Fahrrad- und Fußgängertunnel zwischen Osterdeich und Wallanlagen. Er gestaltete hier im öffentlichen Raum rund 500 m² aus 200 mit Klarlack versiegelten Papierbahnen. Er schuf damit Bremens längstes Kunstwerk.

## Ausstellungen (Auswahl)
Einzelausstellungen
- 2008: Interrupt, Galerie Des Westens, Bremen
- 2009: Pop-Up, Städtische Galerie im Königin-Christinen-Haus, Zeven
- 2011: Kurzurlaub, Galerie Mitte, Bremen[5]
- 2012: Excursion, Galerie G.A.S.-Station, Berlin[6]
- 2013: Coexistence, Evelyn Drewes Galerie, Hamburg[7]
- 2013: Hide + Seek, NWWK Neuer Worpsweder Kunstverein, Worpswede[8]
- 2014: In Between, Galerie Brennecke, Berlin
- 2014: Twisted Signs, Kunstförderverein, Weinheim[9]
- 2016: Elsewhere, Kunstverein, Wedemark[10]
- 2018: Secrets, Venet-Haus Galerie, Neu-Ulm
- 2019: Digitale Malerei, Lippische Gesellschaft für Kunst, Detmold[11]

Gruppenausstellungen
- 2005: Wer Visionen hat soll zum Arzt gehen, Gesellschaft für Aktuelle Kunst, Bremen
- 2006: 83. Herbstausstellung, Städtische Galerie KUBUS, Hannover[12]
- 2009: 15 Positionen zeitgenössischer Kunst, Syker Vorwerk – Zentrum für zeitgenössische Kunst, Syke
- 2011: 7. Kunstfrühling, Güterbahnhof, Bremen
- 2011: Krieg im Frieden, Kunstpavillon München[13]
- 2012: Mediated Visions, Galerie Wedding, Berlin
- 2012: Salon Schwarzenberg, Galerie Neurotitan, Berlin[14]
- 2013: Discover Me, Ostfriesisches Landesmuseum Emden[15]
- 2014: 37. Bremer Förderpreis für Bildende Kunst, Städtische Galerie Bremen[16]
- 2014: Videodox, Galerie der Künstler, München
- 2014: Urban Art - Wie die Street Art ins Museum kam, Schloss Agathenburg
- 2015: Weltraum, Rathausgalerie Kunsthalle, München[17]
- 2015: Knotenpunkt, Affenfaust Galerie, Hamburg[18]
- 2015: Salon Salder, Städtische Kunstsammlungen, Salzgitter[19]
- 2016: Zwei Meter unter Null, Kunsthalle Wilhelmshaven[20]
- 2018: Summer Breeze, 30works Galerie, Köln[21]

## Auszeichnungen
- 2007: 29. Internationaler Kunstpreis, Schloss Freienfels, Hollfeld
- 2010: Paula Modersohn-Becker Nachwuchs-Kunstpreis, Kunsthalle, Worpswede[22]
- 2018: 10-monatiges Arbeitsstipendium, St. Stephani (Bremen)[23]